# Lijst van Belgische grachten
Op deze lijst van Belgische grachten staat een overzicht van grachten in België, gerangschikt per stad. Voor zover bekend worden eventuele bijzonderheden aangegeven.

## Antwerpen
- Ankerrui (overwelfd)
- Falconrui (overwelfd)
- Jezuïetenrui (overwelfd)
- Kaasrui (overwelfd)
- Minderbroedersrui (overwelfd)
- Oudeleeuwenrui (overwelfd)
- Stijfselrui (overwelfd)
- Suikerrui (overwelfd)
- Verversrui (overwelfd)

## Brugge

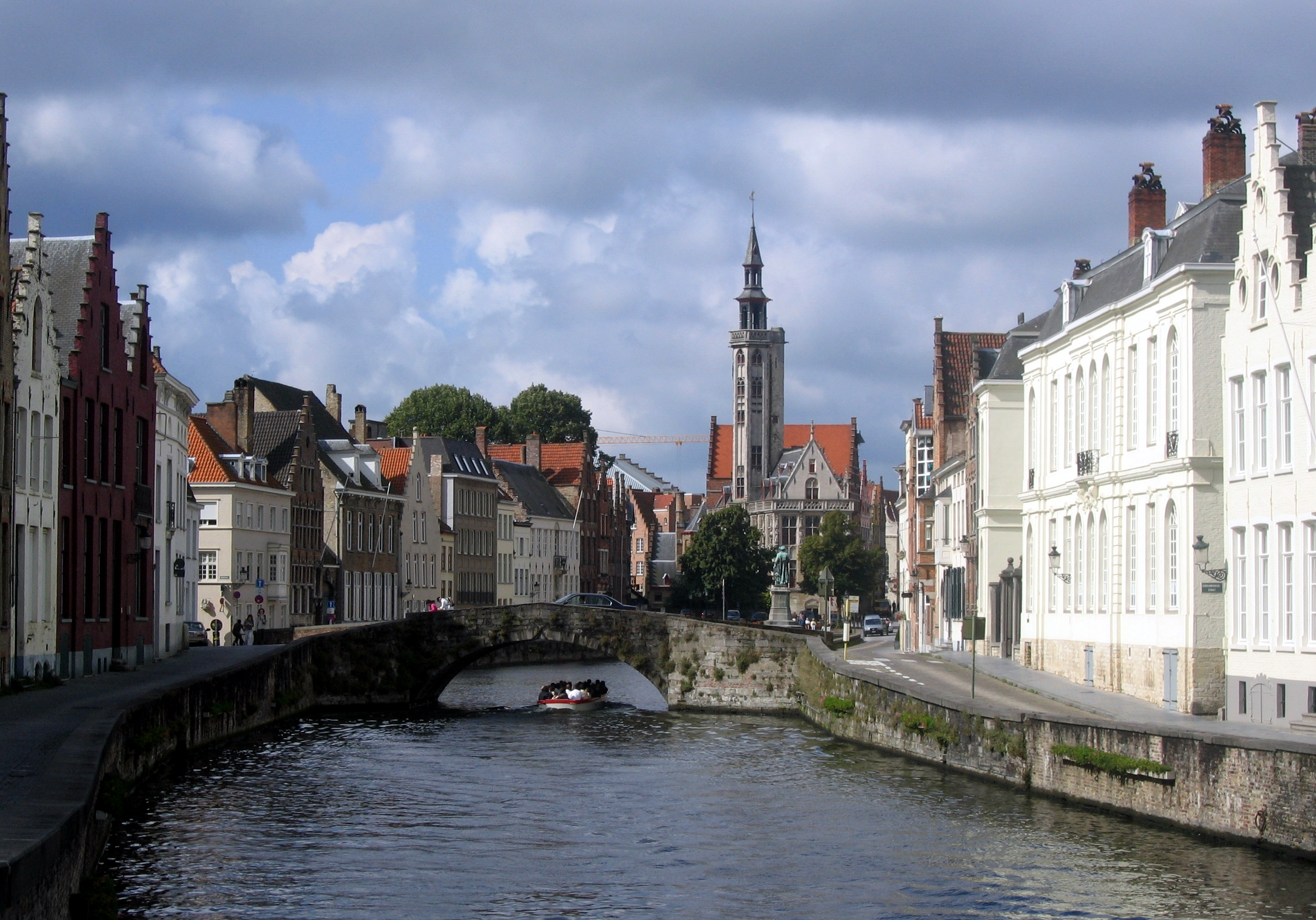
Spiegelrei

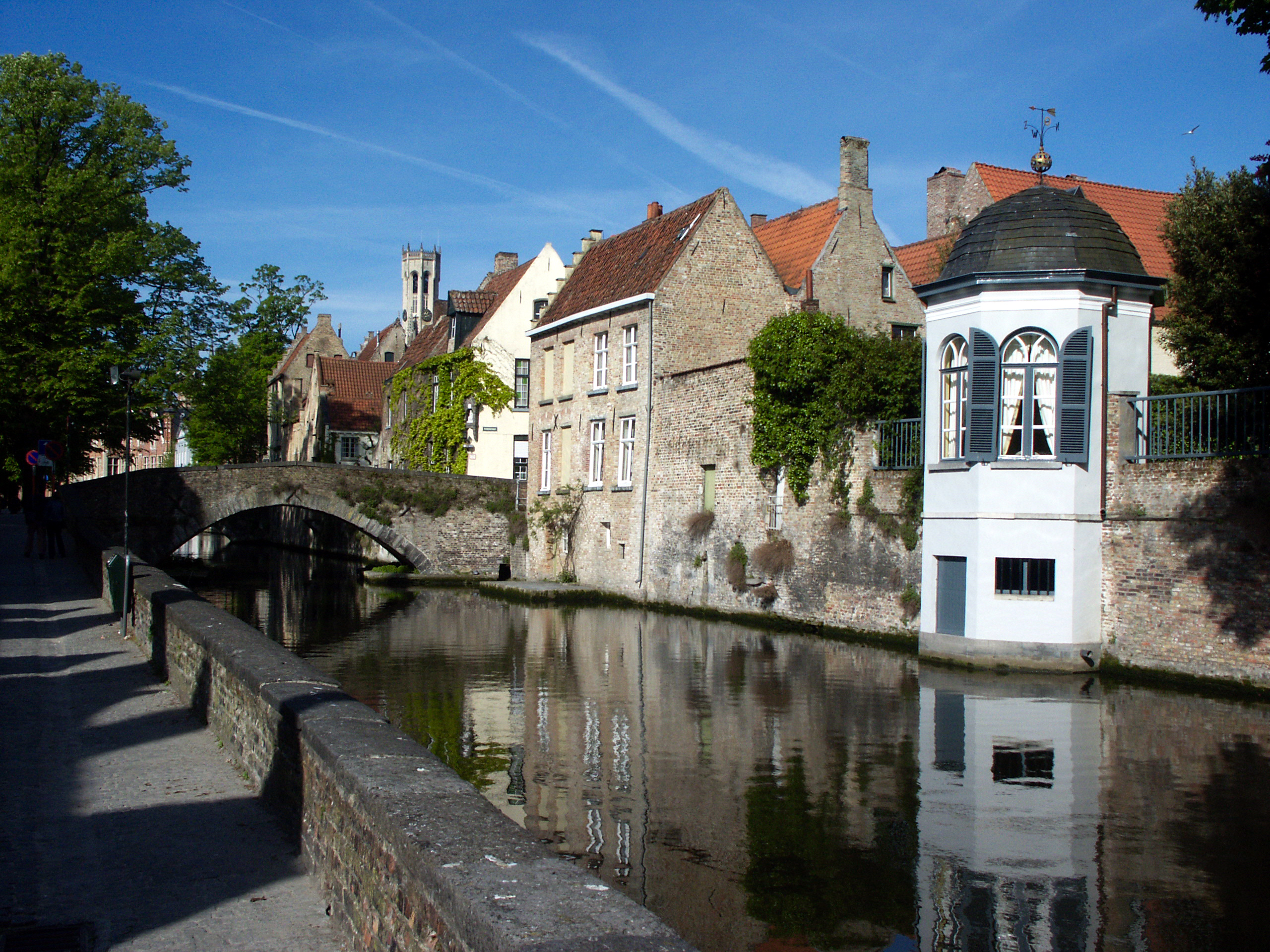
Groenerei

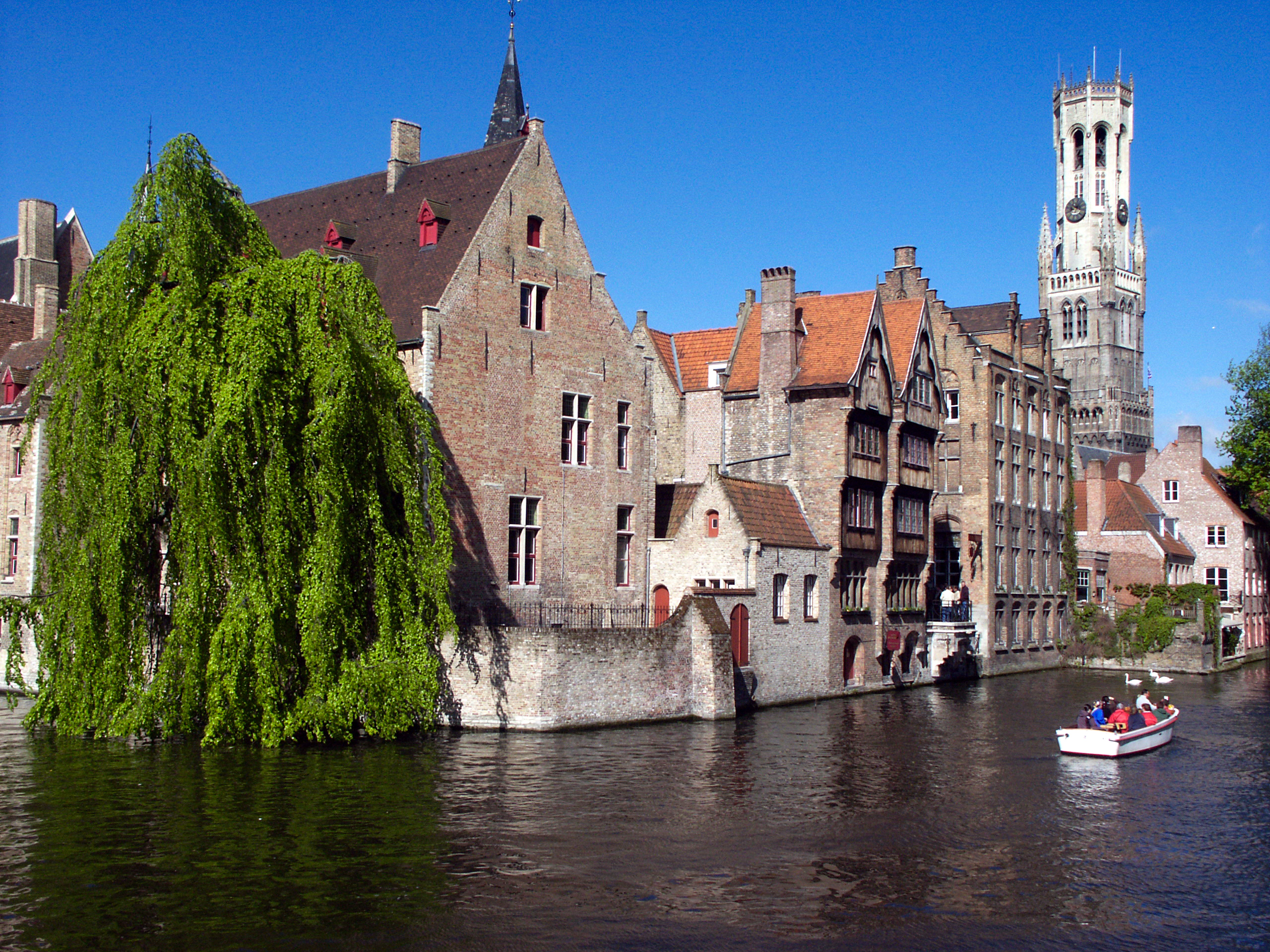
Zicht van op de Rozenhoedkaai

In Brugge worden grachten vaak aangeduid met rei, naar de vroegere rivier de Reie.

### Centrum
- Augustijnenrei
- Bakkersrei
- Coupure
- Dijver
- Eekhoutrei (gedeeltelijk gedempt tijdens eerste helft 19e eeuw)
- Gouden-Handrei
- Groenerei
- Kapucijnenrei
- Kraanrei (overwelfd in 1787/1793-'95/1856)
- Langerei
- Minnewater
- Oude Rei (Sint-Clararei) (gedempt in 1297)
- Pandreitje (gedempt in 1768-1791)
- Sint-Annarei
- Smedenrei (overwelfd in 1838)
- Speelmansrei
- Spiegelrei
- Vuil Reitje (gedempt in 1788/1835)
- Vuldersreitje (gedempt/overwelfd in 1783/jaren 1960)

### Vesten
- Komvest (gedempt in 1897)
- Stil Ende
- Smedenvest
- Boeverievest
- Begijnenvest
- Katelijnevest

- Ringvaart
  - Gentpoortvest
  - Boninvest
  - Kazernevest
  - Kruisvest
  - Handelskom
  - Vlotkom

- Afleidingsvaart

## Gent

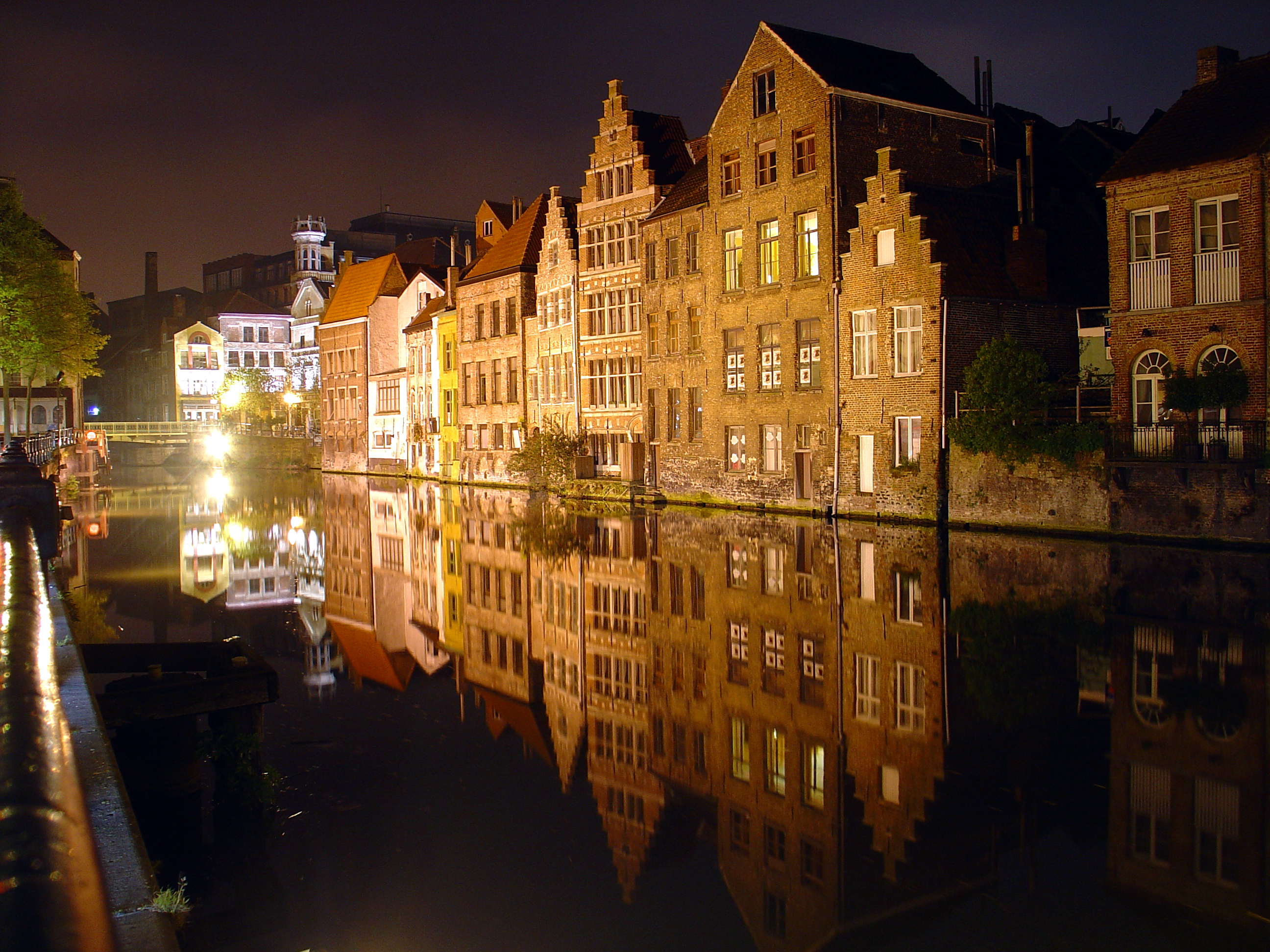
Kraanlei

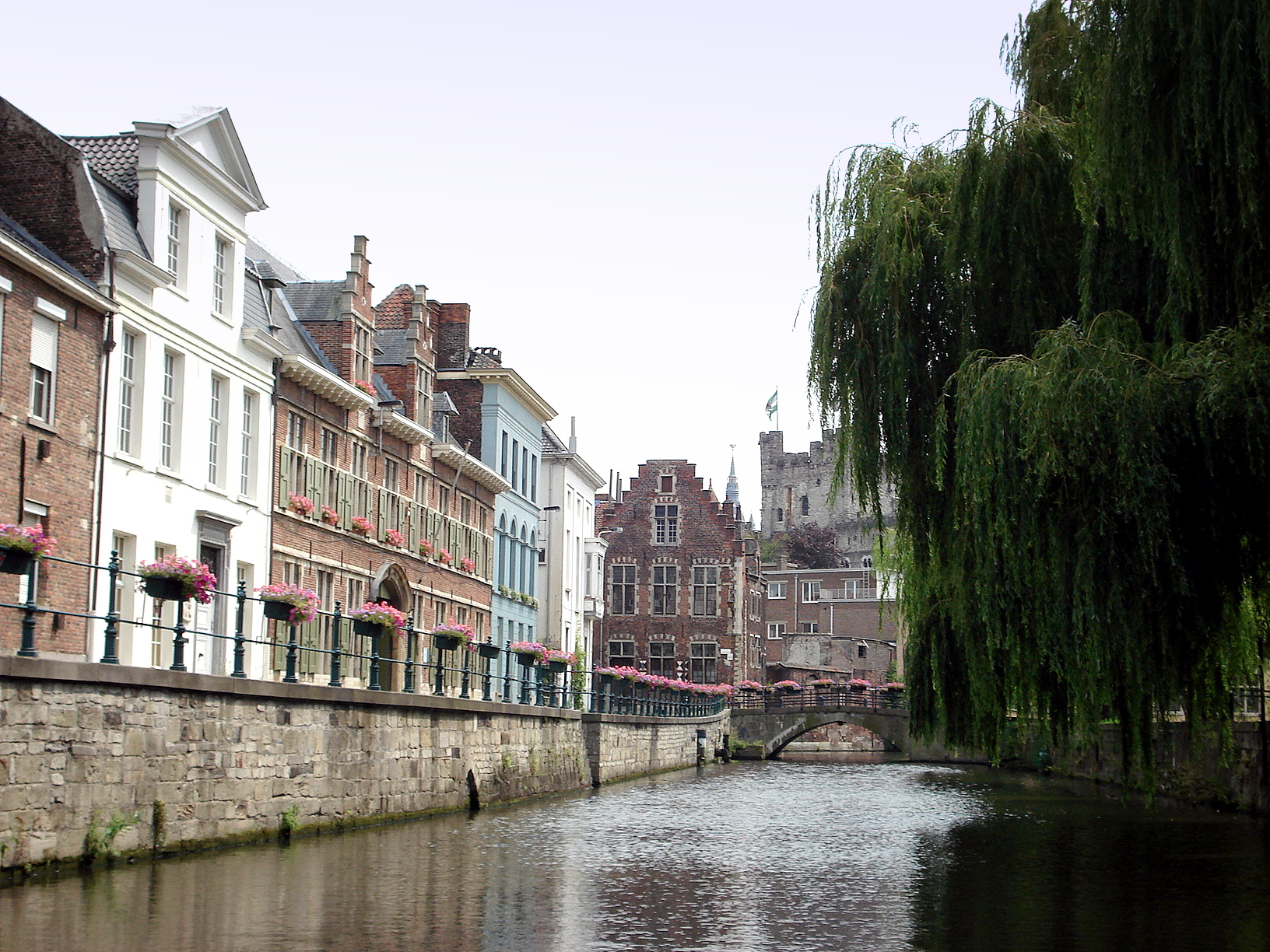
Lieve

In Gent worden grachten vaak aangeduid met lei, naar de rivier de Leie.

### Centrum
- Leie
  - Achterleie
  - Ajuinlei
  - Graslei / Korenlei
  - Houtlei (gedempt in 1898-1899; nu de straat Oude Houtlei)
  - Kraanlei
  - Lindenlei
  - Predikherenlei
  - Recollettenlei
- Begijnengracht (gedempt in 1864-1867)
- Benedenschelde
- Coupure
- Ketelvest (gegraven in de 11e eeuw)
- Lieve (gegraven van 1251 tot 1269)
- Nederschelde (Reep) (gedeelte tussen Bisdomplein en de Nieuwbrugkaai gedempt in de jaren 1960; wordt weer opengegraven)
- Opperschelde
- Ottogracht (gedempt in 1872-1873)
- Plotters- of Leertouwersgracht (gedempt in 1872)
- Schipgracht (gedempt in 1908)
- Napoleon de Pauwvertakking
- Verbindingskanaal
- Visserij

## Lier
- De Kleine Nete binnen de oude stadsmuren; de Binnennete.

### Vesten
- Nete
  - Lierse Stadsvesten
- Afleidingsvaart van de Nete
- Gedempte vesten, nu straten:
  - Karthuizersvest
  - Kolveniersvest
  - Kapucijnenvest
  - Gasthuisvest

## Mechelen
- Lange Heergracht
- Melaan (overwelfd in de 20e eeuw; opengelegd in 2006)
- 't Groen Waterke

## Oudenaarde
- Burgschelde (deels gedempt in 1957)
- Coupure (deels gedempt)
- Grachtschelde (volledig gedempt in 1961)
- Vestinggracht (deels gedempt)